# Erland Josephson
Erland Josephson (Estocolmo, Suécia, 15 de Junho de 1923 - 25 de Fevereiro de 2012) foi um autor e ator sueco de origem judaica, neto de Ernst Josephson. Mais conhecido pelas suas atuações em filmes dirigidos por Ingmar Bergman, Andrei Tarkovsky e Theo Angelopoulos, entre outros. Também publicou várias novelas, contos, poesias e peças, e dirigiu alguns filmes para o cinema.
Em 1996, o actor esteve em Portugal, onde foi membro do júri internacional do Festival de Curtas-Metragens de Vila do Conde.